# بدون کد
بدون کد (انگلیسی: No Code) چهارمین آلبوم استودیویی گروه راک آمریکایی آمریکایی، پرل جم است که در ۲۷ اوت ۱۹۹۶ توسط اپیک رکوردز منتشر شد. پس از تور پرتنش و پرحاشیهٔ آلبوم قبلی گروه، وایتالوجی (۱۹۹۴)، که طی آن پرل جم تحریمی رسانه‌ای‌شده علیه شرکت تیکت‌مستر را دنبال می‌کرد، گروه وارد استودیو شد تا اثر بعدی خود را ضبط کند. موسیقی این آلبوم در مقایسه با آثار پیشین گروه متنوع‌تر بود و عناصری از گاراژ راک و ورلدبیت را دربر می‌گرفت. با آن‌که بدون کد در بدو انتشار در جایگاه شماره یک جدول بیلبورد ۲۰۰ قرار گرفت و سومین آلبوم پیاپی پرل جم شد که به این موفقیت دست می‌یافت، بخش قابل توجهی از طرفداران گروه را ناامید کرد و به سرعت از جدول فروش سقوط کرد. نقدهای منتقدان نیز واکنش‌های متفاوتی به همراه داشت؛ تنوع موسیقایی آلبوم مورد تحسین قرار گرفت، اما نبود انسجام در آن مورد انتقاد واقع شد. این آلبوم نخستین اثر پرل جم بود که به جایگاه چندپلاتین نرسید و تنها یک گواهی پلاتین از سوی انجمن صنعت ضبط موسیقی ایالات متحده آمریکا (آرآی‌ای‌ای) دریافت کرد.

## جدول‌های موسیقی
| جدول (۱۹۹۶)                                     | بالاترین جایگاه |
| ----------------------------------------------- | --------------- |
| آلبوم‌های استرالیایی (ای‌آرآی‌ای)                  | 1               |
| آلبوم‌های اتریشی (او۳ تاپ ۴۰ اتریش)              | 3               |
| آلبوم‌های بلژیکی (اولتراتاپ فلاندرز)             | 6               |
| آلبوم‌های بلژیکی (اولتراتاپ والونیا)             | 5               |
| آلبوم‌های کانادایی (آرپی‌ام)                      | 1               |
| آلبوم‌های دانمارکی (هیت‌لیستن)                    | 1               |
| آلبوم‌های هلندی (۱۰۰ آلبوم برتر)                 | 5               |
| آلبوم‌های اروپایی (بیلبورد)                      | 3               |
| آلبوم‌های فنلاندی (جدول‌های رسمی فنلاند)          | 4               |
| آلبوم‌های فرانسوی (اس‌ان‌ئی‌پی)                     | 28              |
| آلبوم‌های آلمانی (۱۰۰ آلبوم برتر رسمی)           | ۶               |
| آلبوم‌های مجارستانی (ماهاساز)                    | 17              |
| آلبوم‌های ایرلندی (آی‌آرام‌ای)                     | 3               |
| آلبوم‌های ایتالیایی (اف‌آی‌ام‌آی)                   | 4               |
| آلبوم‌های ژاپنی (اوریکون)                        | 16              |
| نیوزیلند (آرام‌ان‌زی)                             | 1               |
| آلبوم‌های نروژی (وی‌جی-لیستا)                     | 3               |
| آلبوم‌های پرتغالی (ای‌اف‌پی)                       | 1               |
| آلبوم‌های اسکاتلندی (شرکت جدول‌های رسمی)          | ۷               |
| آلبوم‌های اسپانیایی (تهیه‌کنندگان موسیقی اسپانیا) | 11              |
| آلبوم‌های سوئدی (فهرست برترین‌های سوئد)           | 1               |
| آلبوم‌های سوئیس (جدول موسیقی سوئیس)              | 13              |
| آلبوم‌های بریتانیا (اوسی‌سی)                      | 3               |
| ۱                                               |                 |
| بیلبورد ۲۰۰ ایالات متحده                        | 1               |

| جدول (۱۹۹۶)                                         | جایگاه |
| --------------------------------------------------- | ------ |
| آلبوم‌های استرالیایی (ای‌آرآی‌ای)                      | 26     |
| آلبوم‌ها/سی‌دی‌های برتر کانادا (آرپی‌ام)                | ۲۱     |
| آلبوم‌های هلندی (۱۰۰ آلبوم برتر)                     | 91     |
| آلبوم‌های اروپایی (۱۰۰ آلبوم برتر اروپایی)           | 62     |
| آلبوم‌های آلمانی (رتبه‌بندی سرگرمی جی‌اف‌کی)            | 96     |
| آلبوم‌های نیوزیلند (آرام‌ان‌زی)                        | 22     |
| آلبدم‌ها و گردآوری‌شده‌های سوئد (فهرست برترین‌های سوئد) | 91     |
| بیلبورد ۲۰۰ ایالات متحده                            | 57     |

## گواهی‌نامه‌ها
| منطقه                                                              | گواهی     | واحد گواهی‌شده/فروش |
| ------------------------------------------------------------------ | --------- | ------------------ |
| استرالیا (آی‌اف‌پی‌آی استرالیا)                                       | ۲× پلاتین | ۱۴۰٬۰۰۰^           |
| کانادا (میوزیک کانادا)                                             | ۲× پلاتین | ۲۰۰٬۰۰۰^           |
| نیوزیلند (آرآی‌ای‌ان‌زد)                                              | پلاتین    | ۱۵٬۰۰۰^            |
| بریتانیا (بی‌پی‌آی)                                                  | طلا       | ۱۰۰٬۰۰۰*           |
| ایالات متحده (آرآی‌ای‌ای)                                            | پلاتین    | ۱٬۳۰۰٬۰۰۰          |
| * رقم فروش تنها بر پایهٔ گواهی‌ها. ^ رقم توزیع تنها بر پایهٔ گواهی‌ها. |           |                    |

## برای مطالعهٔ بیشتر
- Draper, Jason (2008). A Brief History of Album Covers. London: Flame Tree Publishing. pp. 328–329. ISBN 978-1-84786-211-2. OCLC 227198538.